# Mistaya
Il Mistaya è un fiume del Canada, che scorre in Alberta per poi confluire nel North Saskatchewan. 
Il fiume nasce dal Lago Peyto, che si trova sulle Montagne Rocciose Canadesi all'interno del Parco nazionale Banff.